# Carl Lundström (politiker)
Carl Herman Lundström (i riksdagen kallad Lundström i Filipstad}), född 18 november 1828 i Stockholm, död 24 april 1902 i Stockholm, var en svensk bergmästare och politiker, far till domprosten Herman Lundström och kemisten Carl Lundström
Lundström blev filosofie magister i Uppsala 1851, auskultant i bergskollegium samma år. Han erhöll avgångsexamen från Bergsskolan i Falun 1853 och anställdes 1854 som lärare i kemi och mineralogi vid bergsskolan i Filipstad, där han 1860–90 var ordinarie föreståndare. Lundström blev 1875 gruvingenjör i västra (dåvarande sjunde) bergmästardistriktet och var bergmästare där 1890–93. År 1901 promoverades han vid Uppsala universitet till filosofie jubeldoktor.
Som riksdagsman var Lundström ledamot av andra kammaren 1883-1887 för Karlstads och Filipstads valkrets. Han tillhörde därefter första kammaren 1889-1902 för Värmlands läns valkrets. Under flera riksdagar var han ledamot av lagutskottet. Lundström betecknades som protektionist i tullfrågan och stod därför Nya Lantmannapartiet nära.
1871-1902 var han ordförande i Filipstads stadsfullmäktige.